# Charles Dixon (tennista)
Charles Percy Dixon (Grantham, 7 febbraio 1873 – Londra, 7 aprile 1939) è stato un tennista britannico.

## Palmarès

### Olimpiadi
- Oro a Stoccolma 1912 nel doppio misto indoor.
- Argento a Stoccolma 1912 nel singolare indoor.
- Bronzo a Londra 1908 nel doppio outdoor.
- Bronzo a Stoccolma 1912 nel doppio indoor.